# Kovači (Kiseljak, BiH)
Kovači su naseljeno mjesto u općini Kiseljak, Federacija Bosne i Hercegovine, BiH.

## Stanovništvo

### 1991.
Nacionalni sastav stanovništva 1991. godine, bio je sljedeći:
ukupno: 148
- Hrvati - 92
- Srbi - 35
- Muslimani - 8
- Jugoslaveni - 13

### 2013.
Nacionalni sastav stanovništva 2013. godine, bio je sljedeći:
ukupno: 111
- Hrvati - 78
- Srbi - 17
- Bošnjaci - 8
- ostali, neopredijeljeni i nepoznato - 8